# Parco nazionale Purnululu
Il Parco nazionale Purnululu è un'area naturale protetta dello Stato dell'Australia Occidentale, a 2.054 chilometri a nordest di Perth. Le città più vicine sono Kununurra a nord e Halls Creek a sud. L'accesso stradale è utilizzabile solo nella stagione secca e solo mediante l'utilizzo di fuoristrada, mentre l'accesso con elicotteri o aerei è più facile.
Il parco nazionale Purnululu, che si estende su quasi 2.400 chilometri quadrati, nel 2003 è stato inserito nell'elenco dei patrimoni dell'umanità dell'UNESCO con questa motivazione:
Purnululu è il nome dato alle formazioni d'arenaria di Bungle Bungle Range dagli aborigeni Kija. Il nome significa appunto "arenaria" nella loro lingua. Il parco è famoso proprio per queste formazioni, che hanno colori che possono andare dal grigio all'arancione. Queste differenze sono dovute al contenuto d'argilla e alla porosità degli strati d'arenaria: l'arancione corrisponde a composti di ossidi di ferro che si sono seccati troppo velocemente per permettere la moltiplicazione dei cianobatteri, mentre il grigio è composto di cianobatteri che crescono sulla superficie di strati d'arenaria dove si accumula l'umidità.
Lo status di Patrimonio dell'Umanità della regione è stato creato e negoziato nel 2003 e il confine adottato del parco nazionale esistente. Dalla sua lista, il governo dell'Australia Occidentale ha riservato ulteriori aree situate adiacenti all'Area Patrimonio dell'Umanità, tra cui il Purnululu Conservation Park e l'Ord River Regeneration Reserve. Il sito è stato inserito nella Lista del Patrimonio Nazionale Australiano il 21 maggio 2007 ai sensi dell'Environment and Heritage Legislation Amendment Act (No. 1), 2003.

## Storia
Trecentosessanta milioni di anni fa si formarono depositi di arenaria. Le formazioni carsiche a forma di cono hanno iniziato a formarsi venti milioni di anni fa a causa dell'erosione dei depositi. Il colore scuro dell'arenaria è causato dai cianobatteri. In assenza di ciò, l'arenaria diventa arancione.
I primi esseri umani sono probabilmente arrivati sul continente australiano circa sessanta-quarantacinquemila anni fa, su imbarcazioni provenienti dalle isole che fanno parte dell'Indonesia dal 1949. Il Kimberley fu una delle prime aree in cui si stabilirono. Gli antenati degli aborigeni dei gruppi linguistici Djaru e Kija avevano abitato il bacino del fiume Ord per più di ventimila anni. I Kija chiamarono le formazioni di arenaria Purnululu.
Nel 1879, Alexander Forrest esplorò il Kimberley. Dopo la sua esplorazione, i primi pastori si stabilirono nella zona solo nel 1884 e presero il controllo delle aree in cui gli aborigeni vivevano per il loro bestiame. Nel 1967 gran parte del bacino del fiume Ord è stato inglobato in riserva naturale per consentire alla vegetazione di riprendersi dai danni causati dalle attività pastorali.
Nel 1982, Guy Baskin girò il documentario Wonders of WA, in cui la troupe cinematografica filmò per la prima volta i Bungle Bungle Ranges dall'alto. In precedenza, solo i pastori e gli aborigeni conoscevano la catena montuosa unica che prese il nome da una stazione vicina. Si dice che la stazione prenda il nome dall'erba del fascio che cresce nella regione.
Per molto tempo, comunque, il territorio del moderno parco nazionale è stato poco studiato dagli europei, anche se per gli abitanti indigeni dell'Australia, gli aborigeni australiani, era di grande importanza economica e culturale (sul territorio del parco sono state trovate circa 200 pitture rupestri e sepolture). In gran parte a causa dello scarso interesse dei colonizzatori europei, è stato possibile evitare lo sterminio delle popolazioni indigene.

## Etimologia

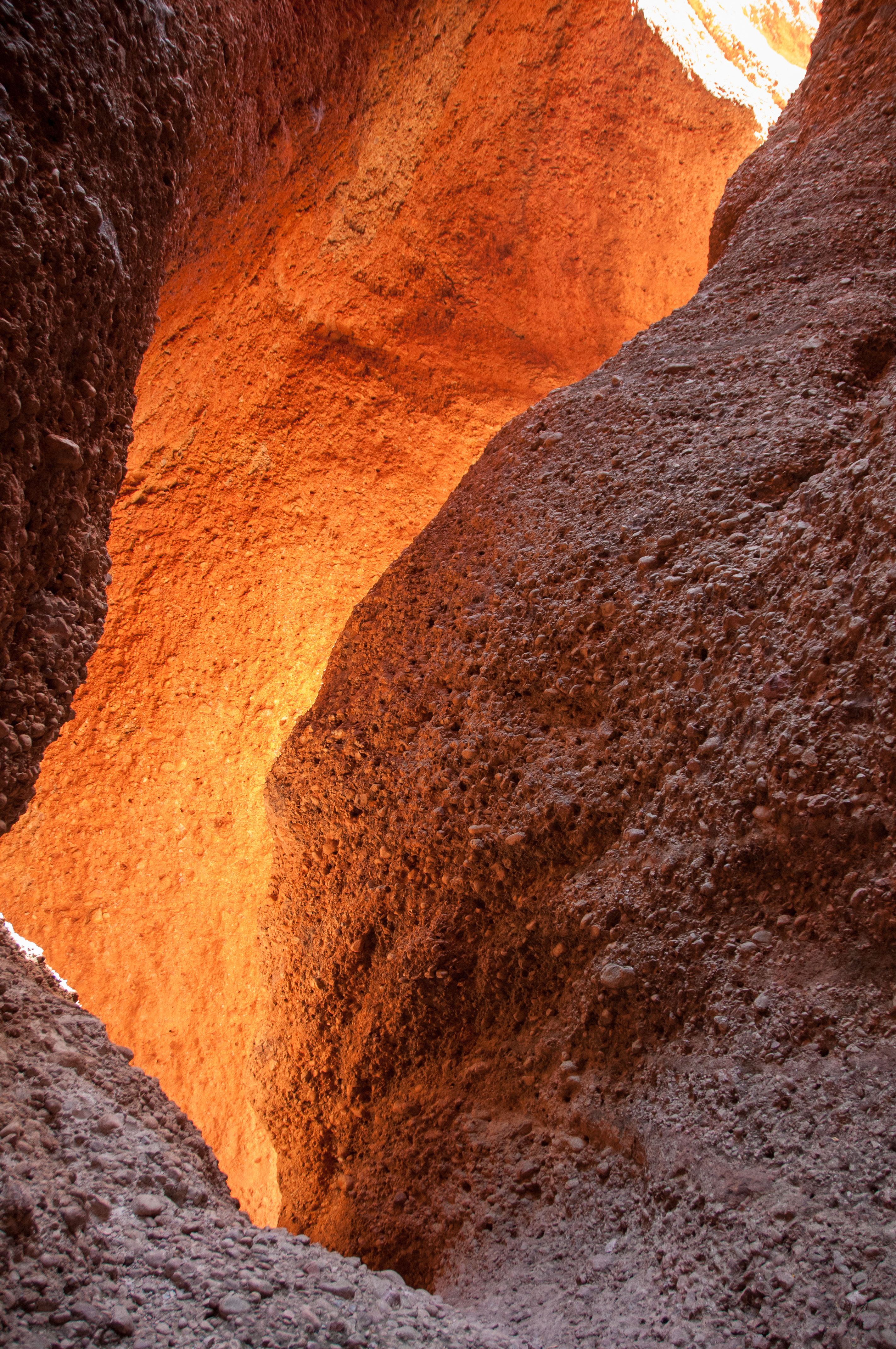
Abisso di Echidna

Purnululu è una parola Djaru pronunciata in modo errato per l'area intorno al campo di Bungle Bungle, che viene indicato come Bullmanlulu. Il nome corretto Karjaganujaru per il massiccio del Bungle Bungle è Billingjal, che significa sabbia che cade via. 

## Caratteristiche
Le particolari formazioni rocciose del parco di Purnululu, a forma di alveare, sono costituite di arenaria e conglomerati (rocce composte principalmente di ciottoli e sassi e cementate insieme da materiale più fine). Queste formazioni sedimentarie si depositarono nel Bacino di Ord fra 375 e 350 milioni di anni fa, nel Devoniano, quando l'attività delle faglie stava modificando profondamente il paesaggio. Dopo questi eventi, la pioggia ha fatto il resto, erodendo le superfici più tenere.

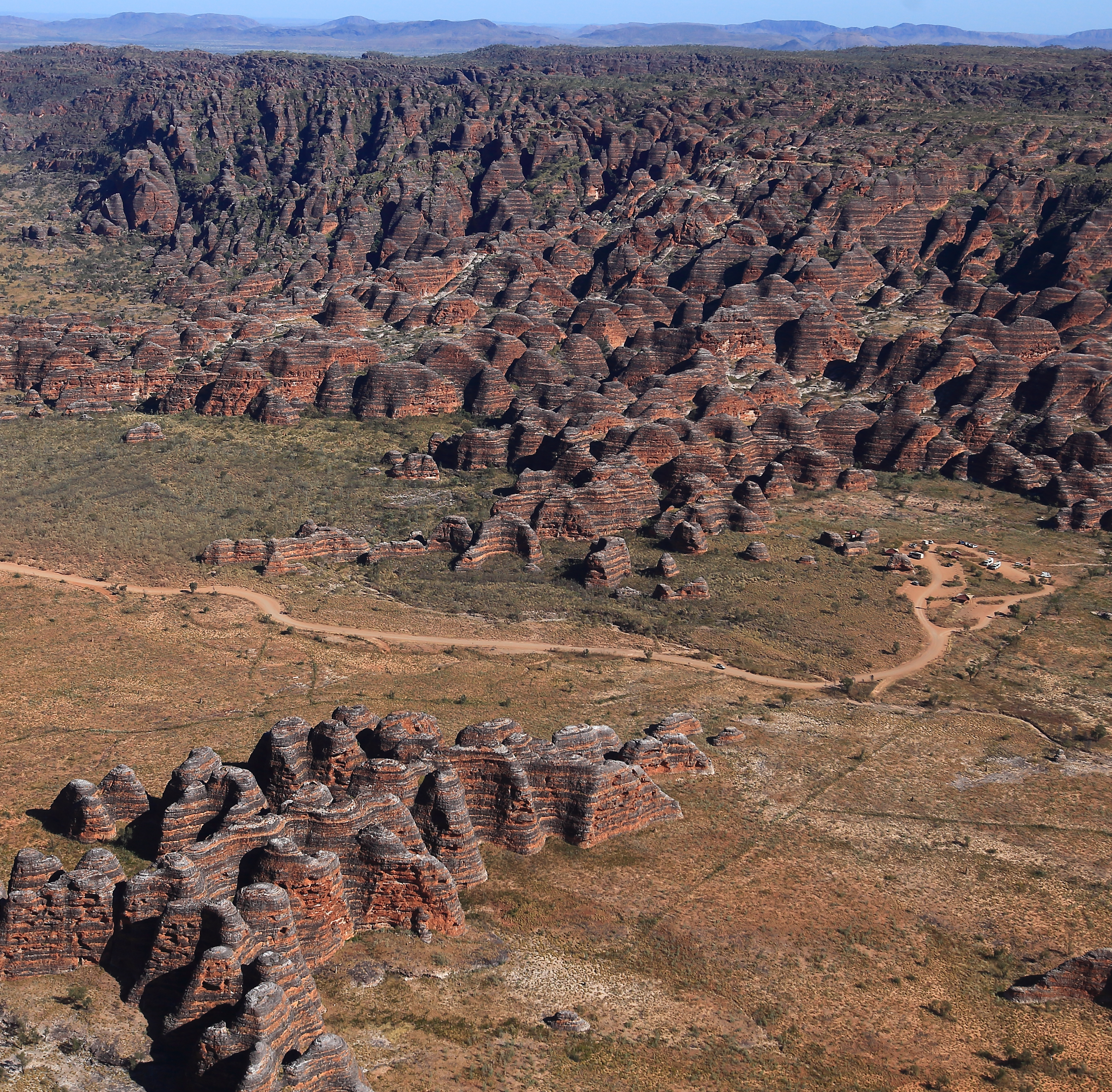
Bungle Bungle Range nel Parco nazionale di Purnululu, agosto 2015.

Il Bungle Bungle Range, che si trova completamente all'interno del parco, ha un'altitudine fino a 578 metri sul livello del mare. È famosa per le cupole in arenaria, insolite e di grande impatto visivo con le loro strisce a bande alternate arancioni e grigie. La fasciatura delle cupole è dovuta a differenze nel contenuto di argilla e nella porosità degli strati di arenaria: le bande arancioni sono costituite da composti di ferro ossidato in strati che si asciugano troppo rapidamente perché i cianobatteri si moltiplichino; le bande grigie sono composte da cianobatteri che crescono sulla superficie degli strati di arenaria dove si accumula l'umidità.
L'altopiano è sezionato da gole a strapiombo e canyon profondi 100-200 metri. Le torri-cono sono ripide, con una brusca interruzione di pendenza alla base e hanno cime a cupola. Come si siano formate non è ancora del tutto chiaro. La loro superficie è fragile ma stabilizzata da croste di ossido di ferro e batteri. Forniscono un eccezionale esempio di formazione del terreno per dissoluzione dell'erosione dell'arenaria, con rimozione dei granelli di sabbia da parte del vento, della pioggia e del lavaggio dei fogli sui pendii.

## Fauna

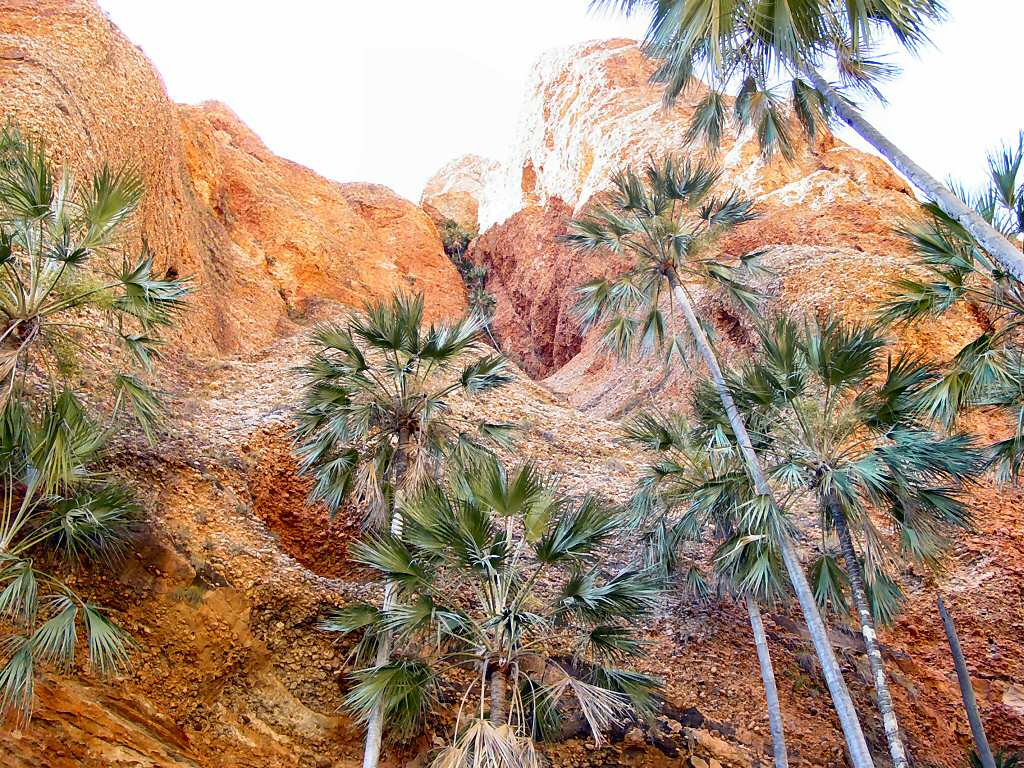
Palme in uno dei numerosi canyon del Parco

L'altopiano e le cupole stesse sono prive di vegetazione, ma sia tra gli alveari che agli ingressi delle gole ci sono isole verdi con più di 600 specie vegetali documentate. Il parco ospita piante, alcune delle quali non hanno ancora un nome, in quanto sono state scoperte solo di recente.
Particolarmente accattivante è la palma a ventaglio Livistona victoriae; si aggrappa a muri e fessure, soprattutto a nord-ovest, in luoghi pericolosamente ripidi e raggiunge altezze fino a dodici metri. Le specie arboree che si aggrappano alle rocce con le loro radici sono il fico delle rocce (Ficus platypoda), l'albero del milkwood (una specie di Tabernaemontana) e la piccola specie di eucalipto "Scatola rossa tropicale" (Eucalyptus brachyandra).
Gran parte del parco è costituito da pianure ondulate, di sabbia rosso intenso o gialla, ricoperte di cespugli di acacia e alberi argentati, foreste di eucalipto e spinifex e altre erbe. I cespugli di kapok, la bauhinia del Kimberley (Bauhinia cunninghamii), l'erica del Kimberley (Calytrix exstipulata) e le specie di Grevillea mescolano il paese della savana con il colore.
La biodiversità è notevole. È particolarmente correlato alla posizione di confine tra le zone climatiche tropicali e aride, che garantisce che le specie di entrambe le zone climatiche si trovino fianco a fianco. Nel parco sono documentate oltre 40 specie di mammiferi e oltre 80 specie di rettili.
Il canguro dalle unghie piatte, ad esempio, proviene da latitudini tropicali, mentre il canguro di montagna proviene da zone secche e rocciose. La lucertola dal collare proviene dal nord, il serpente bruno si è adattato sia agli habitat umidi che a quelli secchi.
Gli animali più facili da avvistare nel parco sono gli uccelli. Ci sono circa 150 specie, tra piccioni spinifex e stormi di pappagallini colorati. Altre specie come il gufo notturno, il piccione specchiatore bianco e la testa grossa dal petto marrone sono così ben mimetizzate che difficilmente si distinguono dalle rocce che abitano.

## Infrastrutture
Il Parco Nazionale di Purnululu ha un aeroporto a sud nella pianura (Bellburn Airstrip), da cui si possono effettuare escursioni organizzate nella stagione secca.
In alternativa, coloro che arrivano individualmente possono dirigersi verso il parco attraverso il difficile Spring Creek Track dalla Great Northern Highway (punto di ingresso 304 km a sud di Kununurra e 160 km a nord-est di Halls Creek) con un veicolo a quattro ruote motrici. Per i circa 53 km di strada sterrata ci vogliono due o tre ore e poi si è raggiunto il Visitor Center a Bellburn Creek ovest prima della scarpata.
Al Visitor Center, il percorso si divide in uno settentrionale e uno meridionale.

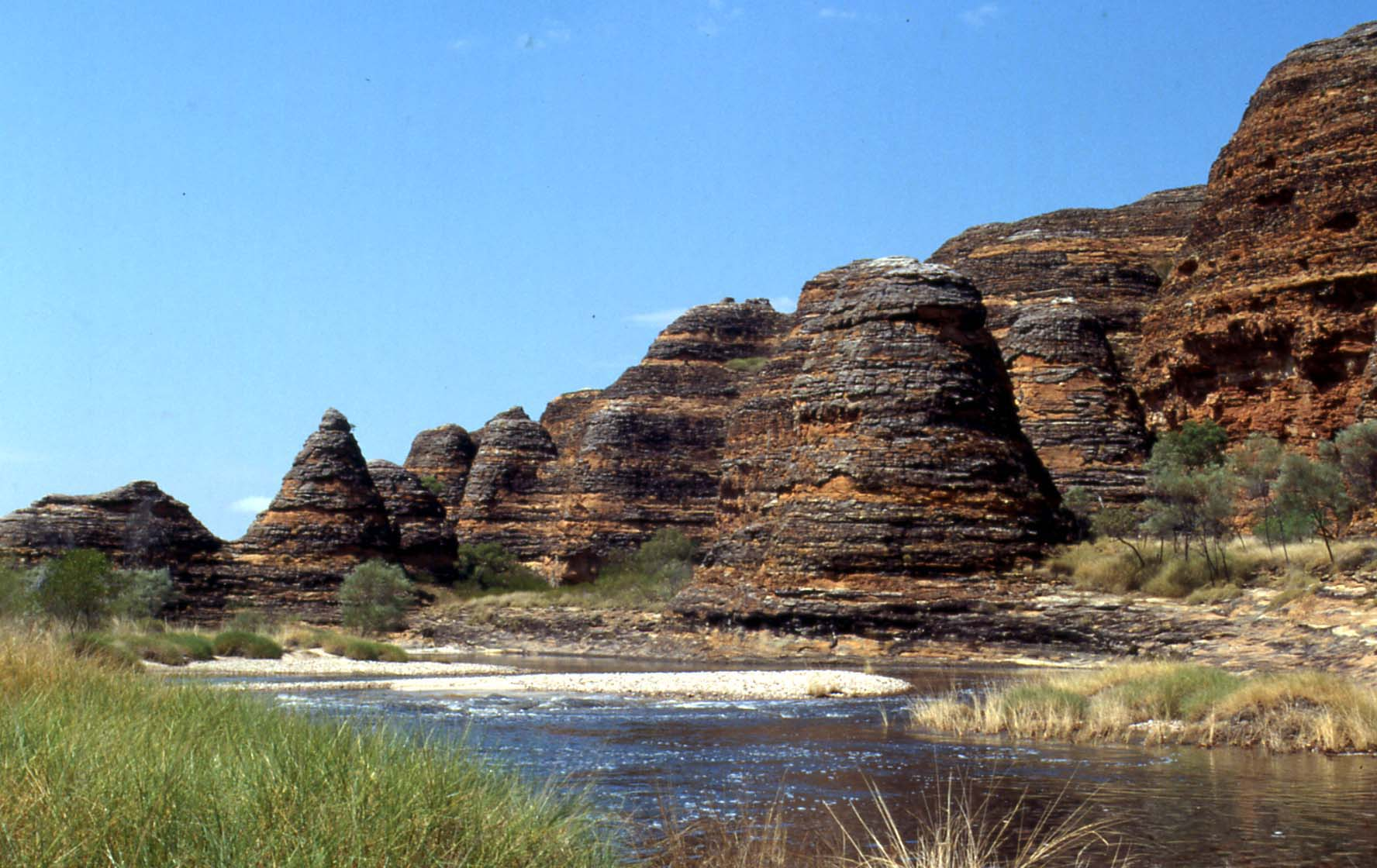
Nel Parco nazionale di Purnululu

Il percorso settentrionale, 20 chilometri di lunghezza, conduce lungo il bordo della scarpata fino a un parcheggio per escursionisti con tre sentieri:
- Belvedere di Walanginjdji, un punto panoramico sul lato ovest della scarpata, a 500 m.
- Echidna Chasm, un sentiero escursionistico di due chilometri in una gola rocciosa estremamente stretta che non lascia entrare un raggio di sole. Si restringe alla sua estremità fino a una larghezza di solo un metro. Prima dell'ingresso della gola, una zona di alte palme Livistona viene attraversata lungo il letto sassoso del torrente.[16]
- Mini Palms Gorge, cinque chilometri, un'altra gola con giovani palme a ventaglio.

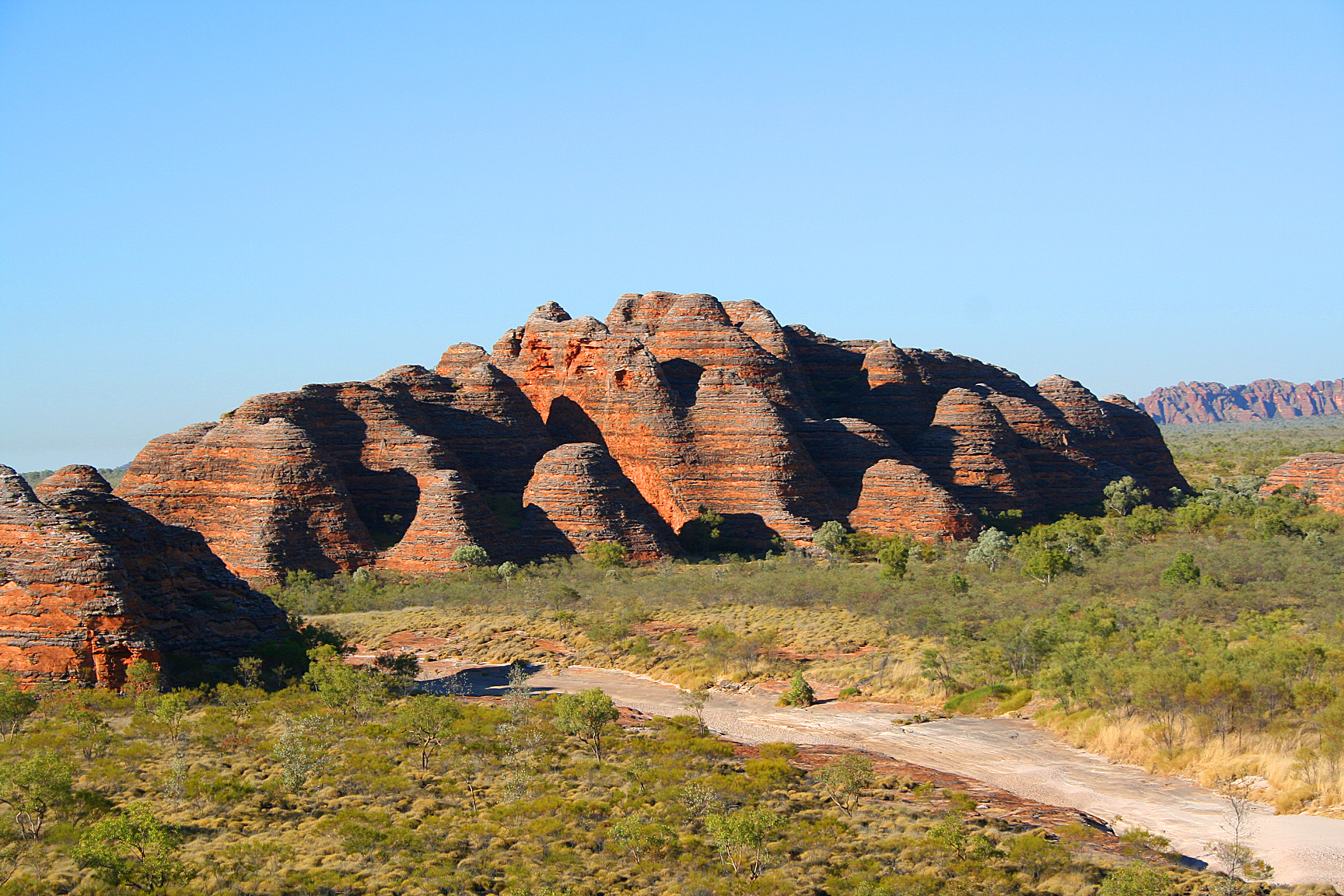
Vista del parco

Il percorso meridionale (27 km.) termina al parcheggio escursionistico Piccaninny ai margini degli "alveari" Bungle-Bungle, accessibili solo in una piccola area su un sentiero escursionistico circolare.
Da questo parcheggio sono accessibili altri due sentieri escursionistici nella gola:

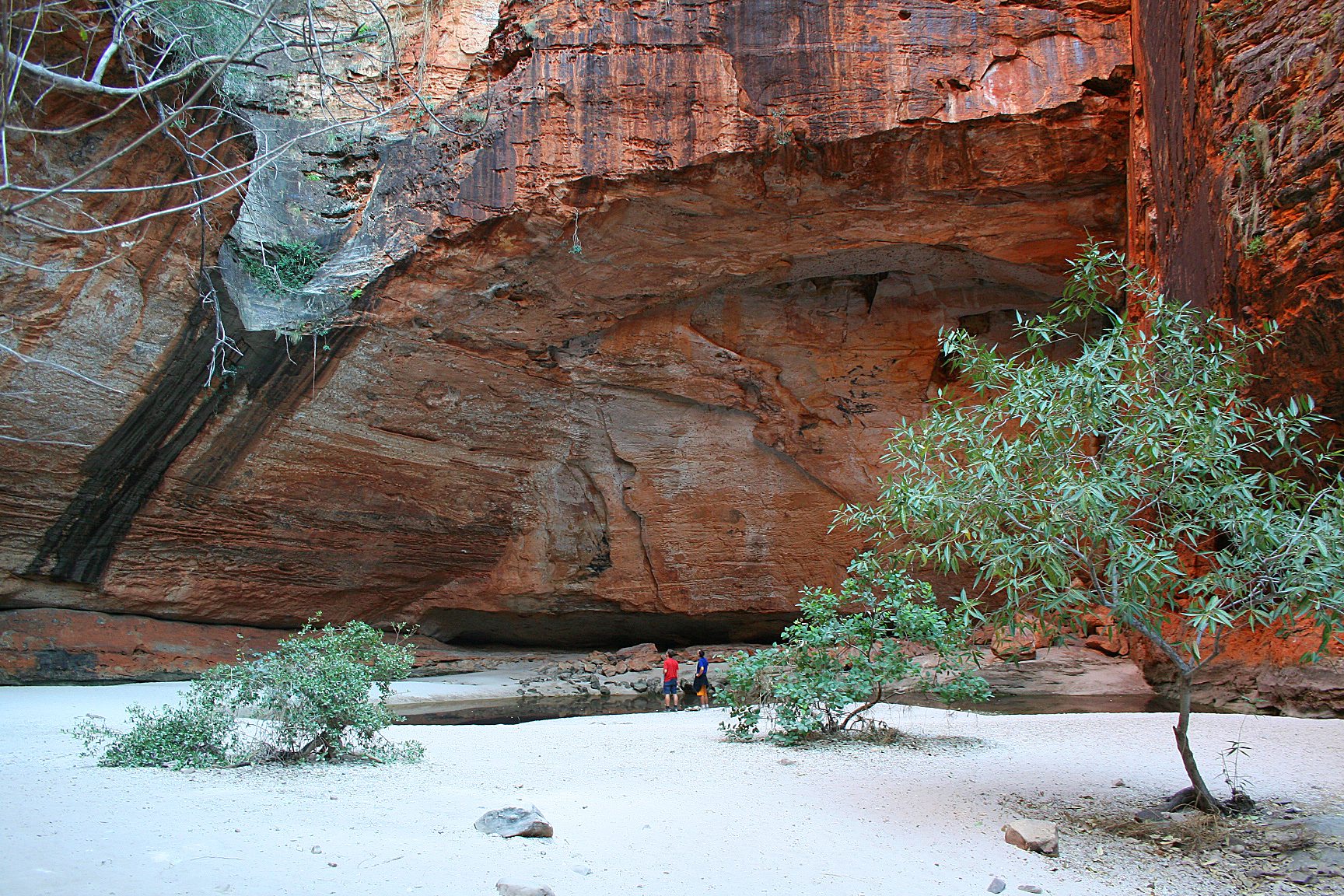
Gola della Cattedrale

- Gola della Cattedrale (3 km), un ingresso di gola che evoca l'associazione con una cattedrale: il sentiero conduce attraverso la "navata centrale", delimitata da alte mura, nell'"abside" circolare, che racchiude un piccolo laghetto che rimane anche nella stagione secca.
- La gola di Piccaninny (30 km) è la più lunga e profonda di tutte le gole del Parco Nazionale di Purnululu. Il sentiero escursionistico, che si dirama prima dell'ingresso della Gola della Cattedrale, può essere percorso solo in marce di diversi giorni. I prerequisiti sono il campeggio libero e la completa autosufficienza dell'approvvigionamento. Il progetto deve essere registrato presso l'Amministrazione del Parco Nazionale che risiede nel Wilderness Lodge; per i campeggiatori ci sono i campeggi Walardi e Kurrajong con servizi igienici e acqua corrente, ma senza cibo.

Il parco è aperto dal 1 aprile al 31 dicembre e può essere visitato con un Australian National Park Pass. Poiché la stagione delle piogge di solito inizia in ottobre/novembre, il parco potrebbe chiudere prima in alcuni anni, a seconda delle condizioni stradali.

## Amministrazione
Dal 1986, CALM (Conservation and Land Management) ha tenuto numerose discussioni con la Purnululu Aboriginal Corporation sul futuro del parco. Questa organizzazione rappresenta gli interessi delle popolazioni indigene, che svolgono un ruolo significativo nello sviluppo e nella gestione del parco. La tribù Purnululu vive su terreni in affitto all'interno del parco e continuerà a svolgere il suo ruolo tradizionale di guardiani della regione. Ad esempio, gli aborigeni lavorano come ranger nel parco.